# Julia Deans
Julia Deans (Christchurch, 27 agosto 1974) è una cantautrice neozelandese.

## Biografia
All'inizio degli anni '90 Julia Deans si è unita al gruppo rock Banshee Reel; hanno pubblicato due album e fatto tournée a livello internazionale. Nel 1996, tornata in Nuova Zelanda dopo un tour canadese, ha fondato con il chitarrista Steve Wells il gruppo Fur Patrol. Insieme hanno pubblicato tre album e avuto un singolo in cima alla classifica neozelandese, Lydia, nel 2000. Nel 2010 la cantante ha pubblicato il suo primo album in studio da solista, Modern Fables, che si è piazzato in 12ª posizione in madrepatria. È stato accolto positivamente dalla critica, concorrendo per il Taite Music Prize mentre il brano A New Dialogue è stato candidato per un APRA Music Awards. Ha successivamente preso parte al gruppo The Adults, una collaborazione musicale tra artisti neozelandesi affermati quali Jon Toogood, Shayne Carter, Tiki Taane e Ladi6. Nel 2011 il gruppo ha pubblicato un album eponimo che è stato nominato per il Miglior album dell'anno ai New Zealand Music Awards 2012. Nel 2018 è uscito il suo secondo disco, intitolato We Light Fire, che ha raggiunto la 29ª posizione in Nuova Zelanda. Anch'esso è stato finalista per il premio Taite Music Prize.

## Discografia

### Album in studio
- 2010 – Modern Fables
- 2018 – We Light Fire

### EP
- 2010 – A New Dialogue

### Singoli
- 2010 – A New Dialogue
- 2011 – The Only Thing (con TokyoStreetGang)
- 2012 – Not Given Lightly (con artisti vari)
- 2012 – Broken Home
- 2015 – Team Ball Player Thing (con artisti vari)